# بازار سر گنگه
بازار سر گنگه مربوط به دوره صفوی - دوره زند است و در آران و بیدگل، خیابان محمد هلال، محله سرگنگه، بازار سرگنگه واقع شده و این اثر در تاریخ ۳۰ تیر ۱۳۸۴ با شمارهٔ ثبت ۱۲۱۰۵ به‌عنوان یکی از آثار ملی ایران به ثبت رسیده است.